# Vinzier
Vinzier és un municipi francès situat al departament de l'Alta Savoia i a la regió d'Alvèrnia-Roine-Alps. L'any 2007 tenia 786 habitants.

## Demografia

### Població
El 2007 la població de fet de Vinzier era de 786 persones. Hi havia 292 famílies de les quals 60 eren unipersonals (28 homes vivint sols i 32 dones vivint soles), 92 parelles sense fills, 132 parelles amb fills i 8 famílies monoparentals amb fills.
La població ha evolucionat segons el següent gràfic:
Habitants censats

### Habitatges
El 2007 hi havia 373 habitatges, 306 eren l'habitatge principal de la família, 52 eren segones residències i 15 estaven desocupats. 326 eren cases i 46 eren apartaments. Dels 306 habitatges principals, 250 estaven ocupats pels seus propietaris, 43 estaven llogats i ocupats pels llogaters i 13 estaven cedits a títol gratuït; 2 tenien una cambra, 13 en tenien dues, 47 en tenien tres, 77 en tenien quatre i 166 en tenien cinc o més. 264 habitatges disposaven pel capbaix d'una plaça de pàrquing. A 127 habitatges hi havia un automòbil i a 159 n'hi havia dos o més.

### Piràmide de població
La piràmide de població per edats i sexe el 2009 era:
| Homes | Edats   | Dones |
| ----- | ------- | ----- |
| 0     | 95 o +  | 0     |
| 0     | 90 a 94 | 0     |
| 0     | 85 a 89 | 0     |
| 4     | 80 a 84 | 12    |
| 16    | 75 a 79 | 12    |
| 16    | 70 a 74 | 20    |
| 12    | 65 a 69 | 8     |
| 16    | 60 a 64 | 8     |
| 8     | 55 a 59 | 24    |
| 40    | 50 a 54 | 32    |
| 24    | 45 a 49 | 28    |
| 28    | 40 a 44 | 20    |
| 16    | 35 a 39 | 48    |
| 16    | 30 a 34 | 16    |
| 12    | 25 a 29 | 16    |
| 20    | 20 a 24 | 8     |
| 24    | 15 a 19 | 16    |
| 36    | 10 a 14 | 24    |
| 40    | 5 a 9   | 12    |
| 36    | 0 a 4   | 8     |

## Economia
El 2007 la població en edat de treballar era de 502 persones, 379 eren actives i 123 eren inactives. De les 379 persones actives 350 estaven ocupades (202 homes i 148 dones) i 29 estaven aturades (13 homes i 16 dones). De les 123 persones inactives 41 estaven jubilades, 38 estaven estudiant i 44 estaven classificades com a «altres inactius».

### Ingressos
El 2009 a Vinzier hi havia 303 unitats fiscals que integraven 783 persones, la mediana anual d'ingressos fiscals per persona era de 19.284 €.

### Activitats econòmiques
Dels 36 establiments que hi havia el 2007, 3 eren d'empreses extractives, 1 d'una empresa alimentària, 2 d'empreses de fabricació d'altres productes industrials, 6 d'empreses de construcció, 9 d'empreses de comerç i reparació d'automòbils, 1 d'una empresa d'hostatgeria i restauració, 3 d'empreses de serveis, 6 d'entitats de l'administració pública i 5 d'empreses classificades com a «altres activitats de serveis».
Dels 14 establiments de servei als particulars que hi havia el 2009, 1 era una funerària, 4 tallers de reparació d'automòbils i de material agrícola, 1 guixaire pintor, 3 fusteries, 1 lampisteria, 1 electricista i 3 perruqueries.
Dels 4 establiments comercials que hi havia el 2009, 1 era un hipermercat, 2 botigues d'electrodomèstics i 1 una botiga de material de revestiment de parets i terra.
L'any 2000 a Vinzier hi havia 25 explotacions agrícoles que ocupaven un total de 630 hectàrees.

## Equipaments sanitaris i escolars
El 2009 hi havia una escola elemental.

## Poblacions més properes
El següent diagrama mostra les poblacions més properes.